# Fissidens terrae-reginae
Fissidens terrae-reginae är en bladmossart som beskrevs av Edwin Bunting Bartram 1952. Fissidens terrae-reginae ingår i släktet fickmossor, och familjen Fissidentaceae. Inga underarter finns listade i Catalogue of Life.